# Rezerwat przyrody Lipowy Jar
Rezerwat przyrody Lipowy Jar – rezerwat leśny położony w województwie warmińsko-mazurskim w powiecie oleckim, w gminie Kowale Oleckie.
Został utworzony zarządzeniem Ministra Leśnictwa i Przemysłu Drzewnego z dnia 3 grudnia 1981 roku. Zajmuje powierzchnię 49,54 ha (akt powołujący podawał 48,50 ha).
Utworzony dla zachowania drzewostanów i rzeźby terenu. Rezerwat stanowi centralny fragment Puszczy Boreckiej. Występują w nim porośnięte mchami głazy narzutowe i bogate runo. W drzewostanie można spotkać: grab, lipę drobnolistną, dąb szypułkowy, klon zwyczajny, wiąz górski, niewielkie ilości brzozy brodawkowatej, a także świerka pospolitego.
W wielu miejscach na terenie rezerwatu można spotkać jaćwieskie kręgi kamienne.